# Alamo (film)
Alamo (The Last Command) è un film statunitense del 1955 diretto da Frank Lloyd.
È un film western che riprende la battaglia di Alamo (1836) con Sterling Hayden, Anna Maria Alberghetti e Richard Carlson. Il film segue le vicende di Jim Bowie (Sterling Hayden), prima sostenitore del generalissimo Antonio López de Santa Anna (J. Carrol Naish), poi dei Texani nella loro lotta per l'indipendenza.

## Produzione
Il film, diretto da Frank Lloyd su una sceneggiatura di Warren Duff con il soggetto di Sy Bartlett, fu prodotto da Frank Lloyd per la Republic Pictures e girato a Brackettville, nel Texas, e negli Universal Studios Hollywood a Universal City in California dal 1º marzo all'11 aprile 1955. Il titolo di lavorazione fu The Texas Legionnaires.

## Distribuzione
Il film fu distribuito negli Stati Uniti dal 3 agosto 1955 dalla Republic Pictures e per l'home video dalla Republic Pictures Home Video nel 1989.
Alcune delle uscite internazionali sono state:
- in Giappone il 25 ottobre 1955
- in Francia il 7 dicembre 1955 (Quand le clairon sonnera)
- ad Hong Kong il 26 gennaio 1956
- in Svezia il 30 gennaio 1956 (Ärans män)
- in Danimarca il 6 febbraio 1956 (Legionærernes sidste kamp)
- in Italia il 16 marzo 1956
- in Portogallo il 13 aprile 1956 (A Última Barricada)
- in Germania Ovest il 7 settembre 1956 (Die Barrikaden von San Antone)
- in Finlandia il 1º febbraio 1957 (Kunnian miehet)
- in Austria il 22 febbraio 1957 (Die Barrikaden von San Antone)
- in Brasile (A Última Barricada)
- in Grecia (I teleftaia diatagi)
- in Spagna (La última orden)
- in Italia (Alamo)

## Tagline
- "ERNEST BORGNINE as Mike the Bull --- a living legend, slashing master of the long knife...until he crossed blades with Colonel Jim Bowie!".
- "Shoulder to shoulder they wrote the proudest chapter in the history of Texas. For these were the men --- Jim Bowie, Davy Crocckett and the rest --- who held a mighty army at bay from within the battered walls of...THE ALAMO!".
- "SEE! One of the greatest battle scenes ever filmed! Thousands of men locked in hand-to-hand combat -- with the fate of Texas hanging in the balance!".
- "The Bugle Sounds... No Mercy! No Quarter! for the brave women and 180 gallant men!".

## Critica
Secondo il Morandini il film è un "western storico senza enfasi, scritto da Warren Duff con esattezza e onestà, diretto con apprezzabili squarci di tranquillo lirismo".